# 체스 피버
체스 피버(Shakhmatnaya goryachka, Chess Fever)는 소련에서 제작된 니콜라이 스피코브스키 감독의 1925년 코미디 영화이다. 보리스 바르넷 등이 주연으로 출연하였다.

## 출연

### 주연
- 보리스 바르넷
- 호세 라울 카파블란카